# Pjerrot (film fra 1917)
 For alternative betydninger, se Pjerrot (flertydig). (Se også artikler, som begynder med Pjerrot)
Pjerrot er en film fra 1917 instrueret af Hjalmar Davidsen efter manuskript af Valdemar Andersen.

## Handling
Den unge skuespiller Jean forlader på grund af en misforståelse sin hustru og sin datter. Han møder nogle år senere hustruen og datteren i et teater, hvor Jean optræder som Pjerrot, og hustruen og datten sidder blandt publikum. Der opstår brand bag scenen, hvor datteren har sneget sig hen, og Jean må udklædt som Pjerrot forsøge at redde datteren og sit ægteskab ...

## Medvirkende
- Gunnar Tolnæs -	Jean Riot
- Zanny Petersen - Gabrielle Riot, Jeans hustru
- Frederik Jacobsen -	Gamle Layette, Gabrielles far
- Ove Kühl
- Franz Skondrup
- Erik Holberg - Garoche, direktør
- Agnes Lorenzen
- Carl Peter Emanuel Jørgensen
- Ulla Nielsen - I Barnet